# コスモス359号
コスモス359号（ロシア語: Космос-359、ラテン文字表記の例: Kosmos 359, Cosmos 359）とは、1970年にソビエト連邦が打上げた宇宙機である。金星探査機として宇宙待機軌道に打上げられたが、金星へ向かう軌道に乗せることが出来なかったため、コスモス衛星の名前が与えられた。

## 飛行
コスモス359号は1970年8月22日にモルニヤロケットによりバイコヌール宇宙基地から打上げられた。探査機は宇宙待機軌道に投入された後、金星遷移軌道に移動するためロケットを噴射した。しかし噴射は正常に行われず、地球周回楕円軌道に移動したのみに終わった。打上げ2か月半後の1970年11月6日、衛星は地球の大気圏へ再突入した。
この探査機は7日前に打上げられたベネラ7号と同型機で、着陸機を備えていたと考えられている。